# 别口镇
别口镇，是中华人民共和国重庆市潼南区下辖的一个乡镇级行政单位。

## 行政区划
别口镇下辖以下地区：
高岩村、飞凤村、科郎村、金仙村、花坡村、老君村和花院村。